# Renée Suerickx-Demarbaix
Renée Marcelle Edouard "Bonneke" Suerickx-Demarbaix (Berchem, 11 november 1920 - Wilrijk, 16 augustus 2017) was een Belgische politica voor de CVP.

## Levensloop
Renée Demarbaix was de jongste van zes kinderen. In het tweetalige gezin was de voertaal Frans. Ze volgde de normaalschool van het Onze-Lieve-Vrouwinstituut te Berchem en werd onderwijzeres aan het Instituut Maris Stella & Sint Agnes te Borgerhout. Vanaf haar huwelijk in 1947 met Louis Suerickx voerde ze Suerickx-Demarbaix als achternaam. Het gezin had drie kinderen. In elk geval tot 2000 woonde Suerickx-Demarbaix in Berchem, vanaf kort daarna in Wilrijk.

## Functies
Suerickx-Demarbaix werd in 1949 bij de eerste verkiezingen na het invoeren van het algemeen vrouwenkiesrecht verkozen tot provincieraadslid van Antwerpen. Ze bleef dit tot 1985. Vanaf 1975 fungeerde ze na een splitsing binnen de lokale CVP als burgemeester van Berchem. Ze werd aangeduid als lijsttrekker voor de verkiezingen van 1976 en in 1977 werd ze herbenoemd als burgemeester van Berchem. Ze bleef burgemeester tot eind 1982. Op 1 januari 1983 fuseerde Berchem met Antwerpen. Bij de verkiezingen van 1982 werd ze verkozen tot gemeenteraadslid van Antwerpen. Ze was van 1986 tot in 1989 lid van de Berchemse districtsraad. Ook bekleedde ze diverse bestuursfuncties in openbare instellingen en organisaties voor algemeen nut, waaronder enkele voor de drinkwatervoorziening, onder andere bij de Antwerpse Waterwerken.

## Onderscheidingen
Vanwege haar lange politieke loopbaan werd Suerickx-Demarbaix meerdere keren onderscheiden. In 1962 werd zij benoemd tot ridder in de Leopoldsorde, in 1972 tot officier in de Orde van Leopold II en in 1982 tot commandeur in de Kroonorde. Tevens verkreeg ze de titels van ereburgemeester (2012) en eresecretaris van de Antwerpse provincieraad (2008).